# Transfobie
Transfobie je nepřátelský postoj k transgenderovým lidem. Transfobie se může projevovat formou násilí, diskriminace, nenávisti, znechuceného, agresivního chování ve vztahu k lidem, kteří neodpovídají společensky zavedeným genderovým očekáváním a normám. Transfobie v sobě zahrnuje institucionální formy diskriminace, kriminalizace, patologizace a stigmatizace a projevuje se různými způsoby: od fyzického násilí, nepřátelských slovních útoků, urážek a nepřátelského vyobrazování v SMI až k utlačování a sociálnímu vyloučení.

## Příčiny transfobie
Spisovatelka, bioložka a teoretička Julia Serano ve své knize Whipping Girl předkládá teorii, z níž vyplývá, že transfobie je následkem sexismu. Podle Serato je příčinou transfobie, stejně jako homofobie, „sexismus protikladů“ (oppositional sexism), to znamená přesvědčení, že muž a žena jsou „striktní, navzájem se vylučující kategorie, z nichž každá vlastní unikátní a nedotknutelnou sadu vlastností, sklonů, schopností a přání“. Serano proti sobě staví sexismus protikladů a „tradiční sexismus“ - přesvědčení o převaze mužů a maskulinity nad ženami a feminitou. Kromě toho, jak podotýká Serano, se v transfobii odráží pocit vlastní nejistoty, kterou lidé pociťují v souvislosti s genderem a genderovými normami.
Transgenderová spisovatelka a kritička Jodie Norton pokládá transfobii jako pokračování homofobie a misogynie. Jak podotýká, transgenderoví lidé vyvolávají strach a nenávist – stejně jako gayové a lesbické ženy – tím, že zpochybňují a narušují genderové role a binární genderový systém.

## Transfobie a homofobie
Mnozí transgenderoví lidé na sobě pociťují rovněž homofobii. Může se tak dít proto, že si mnozí lidé neuvědomují rozdíl mezi sexuální orientací a genderovou identitou, například když považují transgenderové ženy za zženštile vypadající gaye. Jak podotýkají vědci, někdy se stereotypy a sociální požadavky k formám genderového projevu (výběru oblečení, okruhu přátel, profese, koníčků atd.) ukazují ještě silnější než ty, které jsou zaměřeny na soukromý sexuální život lidí. Z tohoto důvodu je v praxi velmi složité vymezit hranice mezi transfobií a homofobií.

## Projevy
Transfobie se projevuje ve všech existenčních úrovních společnosti: od státních a mezinárodních institucí až po každodenní mezilidskou interakci. Formy jejího projevu zahrnují předem naplánované činy včetně zločinů a projevů extrémní nenávisti, stejně jako neúmyslné činy způsobené absentující znalostí a zkušeností z kontaktu s transgenderovými lidmi a předsudky.

### Popírání genderové identity a sociální vyloučení
Transgenderoví lidé se často setkávají s tím, že okolí ignoruje jejich genderovou identitu v řeči, když je oslovují nebo o nich mluví ve třetí osobě. Ignorování genderové identity člověka v řeči se projevuje užíváním slov a gramatiky, které neodpovídají genderové identitě člověka: gramatického rodu, zájmen, genderově podmíněných oslovení („slečno“, „mladý pane“) nebo původního jména, pokud si transgenderový člověk změnil jméno. Bez ohledu na to, zda se tak děje záměrně, nebo nedopatřením, to může být pro transgenderové lidi krajně bolestivé.
Popírání genderové identity člověka se rovněž může projevovat v požadavcích chovat se v souladu s přiděleným pohlavím, a ne s identitou. Transgenderoví lidé jsou často ochuzováni o přístup k právům a službám určeným pro cisgenderové lidi, kteří s nimi sdílejí genderovou identitu. Často je transgenderovým lidem odpírán přístup k veřejným toaletám, azylovým domům, nemocnicím a věznicím, které jsou určeny pro lidi jejich genderu.

### Urážky a násilí
Násilí vůči transgenderovým lidem může být fyzické, sexuální nebo verbální. Transgenderové děti jsou ve srovnání se svými cisgenderovými vrstevníky vystaveny největšímu riziku urážek a násilí ve škole. Dle údajů vyplývajících z výzkumů se transgenderoví teenageři ve škole neustále setkávají s posmíváním, pronásledováním a fyzickým násilím.
Dospělí transgenderoví lidé se často setkávají s dotěrnou, nevítanou pozorností, posmíváním a výhrůžkami násilím i v těch nejobvyklejších situacích mezilidského kontaktu, například na ulicích nebo v obchodech. Dle údajů vzešlých z průzkumu konaného v USA čelilo 60 % transgenderových lidí násilí nebo urážkám v souvislosti se svou genderovou identitou. Celkem 56 % se setkalo s urážkami a verbální agresí, 30 % bylo podrobeno fyzickým útokům.
Údaje mnohočetných výzkumů týkajících se sexuálního násilí vůči transgenderovým lidem v USA dokládají, že se sexuálním násilím v té či oné podobě se setkalo 50 % transgenderových lidí.
Vraždy z nenávisti k transgenderovým lidem se vyskytují po celém světě, přičemž často mají zvlášť krutý a propracovaný charakter. Do nedávné doby však nebylo vedeno systematické shromažďování informací o vraždách transgenderových lidí. V současnosti se monitoringem takovýchto vražd zabývá mezinárodní iniciativa na ochranu práv transgenderů. V rámci tohoto projektu byly shromážděny informace o 831 vraždách transgenderových lidí po celém světě v období od roku 2008 do roku 2011. Výzkumníci podotýkají, že tyto údaje zdaleka nejsou úplné.
V mnoha státech existují široce známí transgenderoví lidé – oběti vražd spáchaných z nenávisti. Mezinárodní pozornost získaly zejména tragické příběhy Brandona Teeny a Gwen Araujo. Na památku obětem transfobie a za účelem upoutání pozornosti k problému násilí na transgenderových lidech se od roku 1998 v mnoha státech slaví Den památky transgenderů.

### Transfobie ve zdravotnictví
Problémy transgenderových lidí ve sféře zdravotnictví souvisí jak se získáním specifické lékařské péče v souvislosti s transsexualitou, tak i s přístupem k obecné lékařské péče. Ve zdravotnických zařízeních se transgenderoví lidé často setkávají s odmítáním jejich identity, neúctou a urážkami vedoucími až k zamítnutí poskytnutí lékařské péče. Proto se někteří transgenderoví lidé vyhýbají návštěvám lékaře.
Jsou známé situace úmrtí transgenderových lidí následkem odmítnutí poskytnout jim zdravotní péči z důvodu transfobie. Zejména příběh Tairy Hunter, která utrpěla zranění během automobilové nehody ve Washingtonu, a když pracovníci ambulance zjistili, že je transsexuálka, odjeli z místa nehody, aniž by jí poskytli zdravotní péči. Transsexuální muž Robert Eads se obrátil na více než 20 lékařů, a ti všichni odmítli ho léčit na rakovinu vaječníků z obavy, že to může poškodit jejich praxi. Následkem toho Robert zemřel na rakovinu .
Přístup ke specializované zdravotní péči pro transgenderové lidi je komplikovaný ve většině států na světě. Momentálně je to jediná lékařská diagnóza, u které se neřeší žádné zlepšení - ohledně účinnosti léčiv na tělo. Transčlověk potřebuje vypadat, tak jak se cítí, aby byl vnímán lidmi správně. Lékařství, ale neřeší zejména u transgender žen účinky hormonů - estrogenu, progesteronu a podávají se dávky, které na tělo nemají vliv. Proto je mnoho transgeder žen vystaveno rizikům transfobie. V mnoha státech nejsou lékařské úkony pro korekci pohlaví financovány státem – z toho důvodu mnozí lidé, pro které jsou tyto úkony podle výsledků lékařských vyšetření nezbytné, k nim nemají přístup. Ve státech, kde se trangenderovým lidem nezbytná zdravotní péče neposkytuje, existují alternativní způsoby, jako jsou nelegální trhy hormonálních preparátů. Tyto alternativní způsoby někdy vedou k závažným zdravotním problémům nebo dokonce ke smrti. V mnoha státech se chirurgické operaci pro korekci pohlaví neprovádí nebo je jejich kvalita nízká, a jedinou možností pro transgenderové lidi, kteří potřebují tuto operaci se stává vycestování do jiných států nebo na jiné kontinenty.

### Transfobie v práci
Transgenderoví lidé jsou podrobeni agresi a diskriminaci ve sféře práce. Na začátku změny se mnozí transgenderoví lidé setkávají s nepřízní a výhrůžkami ze strany kolegů a vedení. Při hledání nového pracovního místa často vznikají komplikace kvůli nesouladu mezi vzhledem a údaji v dokladech, mnozí mluví o urážkách a ponižování během pohovoru.
V některých státech, například v Chorvatsku, Ekvádoru, Maďarsku, Itálii, Srbsku a Švédsku, a také v některých státech USA je diskriminace na základě genderové identifikace zakázána v rámci antidiskriminační legislativy. Tváří v tvář nezaměstnanosti a diskriminaci se někteří transgenderoví lidé obrací k práci ve sféře sexu, aby přežili, což má za následek dodatečná rizika pronásledování ze strany státu, a také násilí a zdravotní problémy, zejména nákazu HIV.

### Transfobie na státní úrovni
Mnohé státy na světě nepředpokládají procedury změny pohlaví v pase pro transgenderové lidi, čímž se na fundamentální úrovni neuznává existence transgenderových občanů. V těch státech, kde legislativní procesy změny pohlaví a jména v právních dokumentech existují, často zahrnují takové požadavky jako je stanovení psychiatrické diagnózy, chirurgickou korekci pohlaví a sterilizaci. Mnozí experti pokládají tyto požadavky za porušení základních lidských práv. Za vzor ve vztahu k dodržování základních práv transgenderových lidí se pokládá Argentina, kde od roku 2012 vstoupil v platnost Zákon o genderové identitě, který umožňuje transgenderovým lidem změnit veškeré doklady po podání žádosti bez soudu a jakýchkoliv jiných překážek, a také zajišťující právo na bezplatnou hormonální a chirurgickou lékařskou péči.
Zatímco v některých státech legislativa přímo zakazuje diskriminaci v souvislosti s genderovou identitou, v jiných státech působí zákony přímo nebo nepřímo zaměřené na diskriminaci nebo kriminalizaci transgenderových lidí. V některých státech, například Tonga a Samoa ještě stále formálně působí zákony stanovené západními kolonizátory, které zakazují crossdressing. Tyto zákony se však fakticky nedodržují, a genderově uvolnění a transgenderoví lidé se v kulturách těchto států těší oblibě a uznání. V jiných státech, zejména v Kolumbii, Ekvádoru, Kazachstánu, Polsku a jinde, se státní diskriminace užívá pro zakázání nebo rozpuštění akcí souvisejících s transgenderem.

### Transfobie v gay a lesbických komunitách
Transfobii můžeme zaznamenat i ze strany gay a lesbických komunit. Opačný případ představují spolupráce mezi těmito komunitami, jako například Stonewallské protesty z roku 1969, při kterých se společně snažily dosáhnout zrovnoprávnění.
Historička Joanne Meyerowitzová v polovině 20. století zkoumala projevy transfobie v gay komunitě, které se objevily po změně pohlaví Christine Jorgensenové. Jorgensenová, která byla známá svými homofobními názory, se stala terčem kritiky a urážek ze strany gayů. V roce 1953 označil homosexuální autor Jeff Winters Jorgensenovou ve svém článku v časopise ONE za „jenom dalšího homosexuála, který chce upoutat pozornost“ a obvinil ji z šíření „názoru, že všichni muži, které přitahují jiní muži, jsou v podstatě zženštilí“, což podle Winterse nejsou.
Na počátku 70. let se především v USA rozhořel konflikt mezi lesbickými, feministickými a transgenderovými politickými hnutími. Centrem sporu, jestli ve hnutí ponechat i transgenderové lesby, se stala Beth Elliotová, která byla nakonec donucena hnutí kvůli své změně pohlaví opustit.

## Boj s transfobií

### Současná spolupráce v rámci LGBT komunity
V rámci LGBT komunity existuje mnoho společných projektů, ať už jde o psychologické poradny nebo například zajišťování inkluzivního prostředí na pracovišti (v České republice např. společnost Accenture). Zřejmě nejznámější[zdroj⁠?!] poradnou v ČR je bezplatná online poradna sbarvouven.cz, která byla zřízena lidmi z Prague Pride za podpory Nadace Open Society Fund Praha. Právě díky snaze a spolupráci členů LGBT komunity se daří tyto projekty realizovat a rozšiřovat do povědomí veřejnosti. Hlavním cílem těchto projektů je potom prevence, či případná minimalizace následků transfobie.